# Packera cana
Packera cana là một loài thực vật có hoa trong họ Cúc. Loài này được (Hook.) W.A.Weber & Á.Löve mô tả khoa học đầu tiên năm 1981.